# Dом Zомби
«Dом Zомби» (англ. Wicked Little Things) — фильм ужасов от режиссёра фильма «Ночь вампиров» Джей С. Кардоне, премьера которого прошла в США 17 ноября 2006 года.
Слоган: «Этот лес хранит страшную тайну…»

## Сюжет
После смерти мужа Карен достаётся в наследство маленькое поместье в окрестностях шахтёрского городка в Пенсильвании. Она и её дочери Сара и Эмма переезжают туда. Дом оказался просторным и милым, но Карен и девочек не покидает чувство необъяснимой тревоги. В первую же ночь Карен просыпается в холодном поту: ей приснились умершие дети, будто бы не из нашего времени.
В подвале женщина находит старые газетные вырезки и фотографии. В 1913 году здесь произошла страшная трагедия: почти сто лет назад здесь была шахта, на которой работали дети. И однажды произошёл взрыв, и шахта обвалилась, похоронив заживо детей, которые там работали.
Карен понимает, что в своих кошмарах она видит их лица. В это время маленькая Эмма, увидев за деревьями странную тень, следует за ней, уходя всё дальше в таинственный лес. Карен узнаёт, что Эмма нашла себе новую подружку Мэри. И эта подружка оказывается девочкой-зомби.

## В ролях
- Лори Хёринг — Карен Танни
- Скаут Тейлор-Комптон — Сара Танни
- Хлоя Морец — Эмма Танни
- Джеффри Льюис — Гарольд Томсон
- Бен Кросс — Аарон Хэнкс
- Мартин Макдуггал — Уильям Карлтон

## Показ
Впервые фильм был показан на фестивале 8 Films to Die For.